# Liste d'œuvres d'art victimes de la mobilisation des métaux non ferreux en Occitanie
 (juillet 2021).
Pour un article plus général, voir Liste d'œuvres d'art victimes de la mobilisation des métaux non ferreux.
Cet article vise à recenser les œuvres d'art dans l'espace public en bronze qui ont été fondues sous le régime de Vichy dans le cadre de la mobilisation des métaux non ferreux, en Occitanie.
Les œuvres sont classées par ordre alphabétique de départements et, au sein de ceux-ci, par ordre alphabétique de communes.

## Ariège
| Œuvre | Auteur | Commune | Localisation | Notes | Installation | Coordonnées | Illustration |
| ----- | ------ | ------- | ------------ | ----- | ------------ | ----------- | ------------ |

## Aude
| Œuvre                                                         | Auteur              | Commune            | Localisation                      | Notes | Installation | Coordonnées                      | Illustration |
| ------------------------------------------------------------- | ------------------- | ------------------ | --------------------------------- | --- | ------------ | -------------------------------- | --- |
| Statue d'Armand Barbès,                                       | Alexandre Falguière | Carcassonne        | Boulevard Barbès                  | Représentait Armand Barbès. Une statue de remplacement réalisée par Paul Manaut est installée en 1952.                                                                                             | 1886         | 43° 12′ 38″ nord, 2° 21′ 04″ est | Statue d'Armand Barbès |
| La femme, l'enfant et le vigneron du monument à Omer Sarraut, | Paul Ducuing        | Carcassonne        | Dans le jardin André-Chénier      | Représente Omer Sarraut. | 1905         | 43° 13′ 00″ nord, 2° 21′ 05″ est | Monument à Omer Sarraut · Monument à Omer Sarraut |
| Buste du poète Achille Mir,                                   | Paul Ducuing        | Carcassonne        | Dans le square Gambetta           | Représentait Achille Mir. | 1908         | à géolocaliser                   | Image manquante |
| Buste de Jean-Pierre Cros-Mayrevieille,                       | Jean Rivière        | Carcassonne        | Sur la place du château           | Représentait Jean-Pierre Cros-Mayrevieille. Un buste de remplacement identique est installé[Quand ?].                                                                                              | 1911         | 43° 12′ 24″ nord, 2° 21′ 52″ est | Buste de Jean-Pierre Cros-Mayrevieille |
| Buste d'Hugues Destrem,                                       | Frédéric Brou       | Fanjeaux           | À déterminer                      | Représentait Hugues Destrem. | 1908         | à géolocaliser                   | Image manquante |
| Statue de Françoise de Cezelli,                               | Paul Ducuing        | Leucate            | Sur la place de la République     | Représentait Françoise de Cezelli. Une statue de remplacement très différente est installée en 1975. Elle est retirée en 2007 et une statue de remplacement identique à l'originale est installée. | 1899         | 42° 54′ 35″ nord, 3° 01′ 37″ est | Statue de Françoise de Cezelli |
| La surprise,                                                  | Paul Ducuing        | Lézignan-Corbières | Dans le jardin public Victor Hugo | Également appelée La Capounado ou La Capounade. Une statue de remplacement réalisée par Arthur Saura est installée en 2013.                                                                        | 1911         | à géolocaliser                   | La surprise« Surprise, ou La Capounade à Lézignan-Corbières », sur À nos grands hommes,« Surprise, ou La Capounade à Lézignan-Corbières », sur e-monumen |
| Statue du docteur Ernest Ferroul,                             | Firmin Michelet     | Narbonne           | Dans le jardin de la promenade    | Représentait Ernest Ferroul. Une statue identique est installée en 1952. Le monument est retiré et installé en 2004 entre le palais du Travail et la médiathèque. Classé MH (2007)                 | 1933         | à géolocaliser                   | Image manquante |
| Statue de Léon Gambetta,                                      | Théophile Barrau    | Narbonne           | Sur la quai Victor-Hugo           | Représentait Léon Gambetta. Le piédestal resté vide est retiré en 1970. | 1903         | à géolocaliser                   | Image manquante |

## Aveyron
| Œuvre                                                        | Auteur            | Commune                | Localisation                                                        | Notes                                                                      | Installation | Coordonnées                      | Illustration |
| ------------------------------------------------------------ | ----------------- | ---------------------- | ------------------------------------------------------------------- | -------------------------------------------------------------------------- | ------------ | -------------------------------- | --- |
| Statue de Jean-Henri Fabre                                   | À déterminer      | Millau                 | Dans le parc de la Victoire                                         | Représentait Jean-Henri Fabre.                                             | 1925         | à géolocaliser                   | Image manquante |
| Buste d'Antoine Mas                                          | Joseph Malet      | Recoules-Prévinquières | Intersection de l'avenue Victorin-Mas et de la rue de la République | Représentait Antoine Mas. Un buste de remplacement est installé[Quand ?].  | 1925         | 44° 20′ 28″ nord, 2° 58′ 01″ est | Image manquante |
| Statue de la fontaine de l'adduction des sources du Lévézou, | Henri Vernhes     | Rodez                  | Sur la place du Bourg                                               |                                                                            | 1904         | à géolocaliser                   | Image manquante |
| Statue de la Liberté,                                        | Auguste Bartholdi | Saint-Affrique         | Sur la place de la Liberté                                          | Une statue de remplacement réalisée par André Debru est installée en 2006. | 1889         | à géolocaliser                   | Statue de la Liberté« La Liberté à Saint-Affrique », sur À nos grands hommes,« La Liberté à Saint-Affrique », sur e-monumen |

## Gard
| Œuvre                                                                       | Auteur                | Commune       | Localisation                                                                                | Notes | Installation | Coordonnées                                | Illustration |
| --------------------------------------------------------------------------- | --------------------- | ------------- | ------------------------------------------------------------------------------------------- | --- | ------------ | ------------------------------------------ | --- |
| Enfance de Bacchus                                                          | Ferdinand Faivre      | Aigues-Mortes | Dans le jardin de la ville                                                                  | | 1901         | à géolocaliser                             | Image manquante |
| Statue de Jean-Pierre Claris de Florian,                                    | Adrien Étienne Gaudez | Alès          | Sur la place de la République                                                               | Représentait Jean-Pierre Claris de Florian. | 1896         | à géolocaliser                             | Image manquante |
| Buste de Gustave de La Fare Alais,                                          | Victorien Bastet      | Alès          | Dans le square de Verdun                                                                    | | 1889         | à géolocaliser                             | Image manquante |
| Buste de Clara d'Anduze                                                     | À déterminer          | Anduze        | Dans le parc des Cordeliers                                                                 | Représentait Clara d'Anduze. Un buste de remplacement en pierre est installé en 1954. | 1895         | à géolocaliser                             | Image manquante |
| Statue du taureau « le Clairon »                                            | Marcel Courbier       | Beaucaire     | Rond-point de la place Jean Jaurès                                                          | Une statue de remplacement en pierre réalisée par Camille Soccorsi est installée en 1963. | 1939         | à géolocaliser                             | Image manquante |
| Buste d'Eugène Vigne,                                                       | Jean Barnabé Amy      | Beaucaire     | Cours Gambetta                                                                              | Un buste de remplacement est installé en 1947. Il est retiré en 2003 et installé rue Jean Moulin. |              | à géolocaliser                             | Image manquante |
| Blason et médaillon du monument au comte Armand de Pontmartin,              | Noël Ruffier          | Les Angles    | 17 rue de la République, en face de l'ancienne mairie                                       | Représentait Armand de Pontmartin. Un blason et un médaillon de remplacement réalisés par Robert Rayne sont installés en 1987. | 1912         | 43° 57′ 10″ nord, 4° 45′ 57″ est           | Monument au comte Armand de Pontmartin |
| Buste d'Henri Révoil,                                                       | Jean-Baptiste Belloc  | Nîmes         | Dans le jardins de la fontaine                                                              | Représentait Henri Révoil. | 1906         | à géolocaliser                             | Image manquante |
| Buste de Paul Soleillet,                                                    | Jean Barnabé Amy      | Nîmes         | Dans le jardin de la fontaine, au centre du bosquet triangulaire près de la loge du gardien | Représentait Paul Soleillet. Érigé en 1888 dans le bosquet de l'esplanade renommé square Charles-Mourier, puis par la suite square du 11-novembre-1918. Retiré en 1905 et installé dans le bosquet de la fontaine renommé square Soleillet. | 1923         | à géolocaliser                             | Buste de Paul Soleillet« Monument à Paul Soleillet à Nîmes », sur À nos grands hommes,« Monument à Paul Soleillet à Nîmes », sur e-monumen |
| Buste d'Ernest Denis,                                                       | À déterminer          | Nîmes         | Sur la place d'Assas                                                                        | Représentait Ernest Denis. Un buste de remplacement réalisé par Otakar Španiel est installé en 1969. | 1925         | 43° 50′ 19″ nord, 4° 21′ 13″ est           | Monument à Ernest Denis |
| Statue du vice-amiral François Paul de Brueys d'Aigalliers,                 | Francisque Duret      | Uzès          | Promenade des marronniers                                                                   | Représentait François Paul de Brueys d'Aigalliers. Le piédestal est resté vide. Sa face avant est découpée et installée[Quand ?] sur l'escalier monumental rue de l'évêché.                                                                 | 1861         | à géolocaliser                             | Image manquante |
| Statue du général François Perrier,                                         | Léopold Morice        | Valleraugue   | Sur la place du général Perrier                                                             | Représentait François Perrier. Une statue de remplacement en pierre est installée[Quand ?]. | 1892         | 44° 04′ 52,48″ nord, 3° 38′ 31,95″ est     | Statue du général François Perrier |
| Buste et ornements du monument à Jean Louis Armand de Quatrefages de Bréau, | Léopold Morice        | Valleraugue   | Allée des Marronniers. Devant le Temple protestant                                          | Représentait Jean Louis Armand de Quatrefages de Bréau. Un buste de remplacement en pierre est installé[Quand ?]. L'allégorie de la fileuse cévenole et les ornements n'ont pas été remplacés.                                              | 1894         | 44° 04′ 49,5552″ nord, 3° 38′ 35,6454″ est | Monument à Jean Louis Armand de Quatrefages de Bréau                                                                                       |

## Gers
| Œuvre                                               | Auteur                  | Commune          | Localisation                                                                                       | Notes                                                                                      | Installation | Coordonnées    | Illustration    |
| --------------------------------------------------- | ----------------------- | ---------------- | -------------------------------------------------------------------------------------------------- | ------------------------------------------------------------------------------------------ | ------------ | -------------- | --------------- |
| Buste et allégorie du monument à Odilon Lannelongue | Antonin Carlès          | Castéra-Verduzan | Sur la place de la mairie                                                                          | Représentait Odilon Lannelongue. Un buste de remplacement en granit est installé[Quand ?]. | 1920         | à géolocaliser | Image manquante |
| Fontaine de l'enfant au dauphin                     | Denys Puech             | Vic-Fezensac     | Au milieu des escaliers de la place de la République, renommée par la suite place Julie Saint-Avit |                                                                                            | 1914         | à géolocaliser | Image manquante |
| Bacchante                                           | Henri-Charles Maniglier | Vic-Fezensac     | Allée Gabarrot                                                                                     |                                                                                            | 1901         | à géolocaliser | Image manquante |

## Haute-Garonne
| Œuvre                            | Auteur             | Commune       | Localisation                      | Notes | Installation | Coordonnées    | Illustration |
| -------------------------------- | ------------------ | ------------- | --------------------------------- | --- | ------------ | -------------- | --- |
| Le Faucheur                      | Henri Bouchard     | Aspet         | À déterminer                      | | À déterminer | à géolocaliser | Image manquante |
| Statue de Nicolas Dalayrac,      | Gustave Saint-Jean | Muret         | Allée Niel                        | Représentait Nicolas Dalayrac. Une statue de remplacement en pierre est installée[Quand ?].                                                                         | 1888         | à géolocaliser | Statue de Nicolas Dalayrac« Monument à Dalayrac à Muret », sur À nos grands hommes,« Monument à Nicolas Dalayrac à Muret », sur e-monumen                                                                                      |
| Statue du maréchal Adolphe Niel, | Gustave Crauk      | Muret         | Allée Niel                        | Représentait Adolphe Niel. Une statue de remplacement en pierre est installée[Quand ?].                                                                             | 1876         | à géolocaliser | Image manquante |
| Buste Jean-Joseph Roquefort      | Auguste Metgé      | Revel         | Dans le square Roquefort          | Un buste de remplacement est installé en 1946. | 1912         | à géolocaliser | Image manquante |
| Le Temps et le Génie de l'Art    | Victor Ségoffin    | Saint-Gaudens | Boulevard Bepmale                 | Également appelé Monument à l'Amitié franco-américaine. Érigé dans la cour Napoléon du palais du Louvre en 1908.                                                    | 1935         | à géolocaliser | Image manquante |
| Statue de Clémence Isaure        | Paul Ducuing       | Toulouse      | Au milieu du bassin du Grand Rond | Représentait Clémence Isaure. Également appelé À la gloire de Toulouse.                                                                                             | 1923         | à géolocaliser | Image manquante |
| Statue d'Armand Silvestre,       | Théodore Rivière   | Toulouse      | Dans le jardin des Plantes        | Représentait Armand Silvestre. La Femme au paon réalisé par Alexandre Falguière est installée[Quand ?] sur le piédestal.                                            | 1904         | à géolocaliser | Statue d'Armand Silvestre« Monument à Armand Silvestre à Toulouse », sur À nos grands hommes,« Monument à Armand Silvestre à Toulouse », sur e-monumen                                                                         |
| Statue de Jean Jaurès,           | Henry Parayre      | Toulouse      | Dans le jardin du Capitole        | Représente Jean Jaurès. Le ferrailleur découpe le buste et le cache avec les bas-reliefs jusqu'à la Libération. Ils sont installés sur un nouveau monument en 1945. | 1929         | à géolocaliser | Image manquante |
| Statue de Jacques Cujas,         | Achille Valois     | Toulouse      | Sur la place de la Viguerie       | Représentait Jacques Cujas. Une statue de remplacement en pierre réalisée par Albert de Jaeger est installée en 1990.                                               | 1850         | à géolocaliser | Statue de Jacques Cujas« Monument à Cujas à Toulouse », sur À nos grands hommes,« Monument à Cujas à Toulouse », sur e-monumen,(en) « Statue de Jacques Cujas (Jacobus Cujacius) à Toulouse », sur René et Peter van der Krogt |

## Hautes-Pyrénées
| Œuvre                           | Auteur                 | Commune    | Localisation                                                         | Notes                                                                                               | Installation | Coordonnées                        | Illustration                                                                                           |
| ------------------------------- | ---------------------- | ---------- | -------------------------------------------------------------------- | --------------------------------------------------------------------------------------------------- | ------------ | ---------------------------------- | --- |
| Statue du comte Henry Russell,  | Gaston Veuvenot Leroux | Gavarnie   | Au bord de la RD 921, près du pont sur le gave de Gavarnie ou de Pau | Représentait Henry Russell. Une statue de remplacement légèrement différente est installée en 1952. | 1911         | 42° 44′ 08″ nord, 0° 00′ 34″ ouest | Image manquante                                                                                        |
| Buste du docteur Amédée Fontan, | À déterminer           | Izaourt    | À déterminer                                                         | | À déterminer | à géolocaliser                     | Image manquante                                                                                        |
| Druidesse,                      | Paul Ducuing           | Lannemezan | Sur la place du Grand Foirail                                        | Érigée rue principale en 1911.                                                                      | 1926         | à géolocaliser                     | Druidesse« Druidesse à Lannemezan », sur À nos grands hommes,« Druidesse à Lannemezan », sur e-monumen |
| Statue d'Henry Russell          | Gaston Veuvenot Leroux | Lourdes    | Dans le jardin du château-fort                                       | Représentait Henry Russell. Une statue de remplacement est installée en 1952.                       | 1934         | à géolocaliser                     | Image manquante                                                                                        |

## Hérault
| Œuvre                                           | Auteur                          | Commune           | Localisation                                                          | Notes | Installation | Coordonnées                      | Illustration |
| ----------------------------------------------- | ------------------------------- | ----------------- | --------------------------------------------------------------------- | --- | ------------ | -------------------------------- | --- |
| La République,                                  | Jacques Louis Robert Villeneuve | Agde              | Sur la place du Jeu-de-Ballon                                         | Un buste de remplacement en pierre réalisé par Jean-Marie Baumel est installé en 1956 rue du 4 septembre. Une statue de remplacement identique est installée en 1995. | 1909         | 43° 18′ 45″ nord, 3° 28′ 15″ est | La République« La République à Agde », sur À nos grands hommes,« La République à Agde », sur e-monumen. |
| Allégorie féminine du monument à Casimir Péret, | Jean-Antoine Injalbert          | Béziers           | Sur la place de la Révolution                                         | Le monument est retiré et placé contre le mur du palais de justice en 1978. La mosaïque a été détruite. Une allégorie de remplacement identique réalisée par Olivier Delobel est installée en 2016. | 1907         | à géolocaliser                   | Allégorie féminine du monument à Casimir Péret« monument (monument commémoratif), de Casimir Peret », notice no IM34001734, sur la plateforme ouverte du patrimoine, base Palissy, ministère français de la Culture,« Monument à Casimir Péret et aux morts du 4 décembre 1851 à Béziers », sur À nos grands hommes,« Monument de Casimir Péret à Béziers », sur e-monumen. |
| Buste de Jean Charcot,                          | Paul Richer                     | Lamalou-les-Bains | Intersection de la rue Charcot et de l'avenue Clémenceau              | Un buste de remplacement en pierre est installé en 1955. | 1903         | à géolocaliser                   | Image manquante |
| Ganaï chanteur indien,                          | André-Louis-Adolphe Laoust      | Lamalou-les-Bains | Sur la place du Parc                                                  | Également appelé Fontaine du danseur indien. Érigé dans le jardin du Luxembourg en 1886. Un nu féminin en marbre réalisé par René-Albert Baucour est installé[Quand ?] sur le piédestal. | 1904         | à géolocaliser                   | Image manquante |
| Statue de Jean-Édouard Adam,                    | Vital Gabriel Dubray            | Montpellier       | Sur la place de la Saunerie, renommée place Édouard-Adam par la suite | Représentait Jean-Édouard Adam. Érigée Place de la Comédie en 1860. | 1877         | 43° 36′ 24″ nord, 3° 52′ 34″ est | Statue d'Édouard Adam |
| Jeunesse et Chimère,                            | Pierre Granet                   | Montpellier       | Sur la promenade du Peyrou, à l'intérieur du jardin                   | Érigé en 1876 sur promenade du Peyrou, à l'entrée du jardin. | 1883         | 43° 36′ 41″ nord, 3° 52′ 17″ est | Image manquante |
| Buste de Jules Émile Planchon,                  | Auguste Baussan                 | Montpellier       | Dans le square Planchon                                               | Représentait Jules Émile Planchon. Un buste de remplacement en pierre réalisé par Paul Guéry est installé en 1949. | 1894         | 43° 36′ 21″ nord, 3° 52′ 48″ est | Buste de Jules Émile Planchon |
| Statue de Jean Jaurès,                          | Georges Setta                   | Montpellier       | Sur la place Jean-Jaurès                                              | Représentait Jean Jaurès. Une statue de remplacement est installée[Quand ?]. | 1922         | 43° 36′ 36″ nord, 3° 52′ 40″ est | Statue de Jean Jaurès |
| La Sirène,                                      | Jean-Paul Aubé                  | Montpellier       | Dans l'un des massifs du jardin du Peyrou                             | Érigé en 1876 sur promenade du Peyrou, à l'entrée du jardin. | 1883         | 43° 36′ 40″ nord, 3° 52′ 17″ est | Image manquante |
| Statue du soldat de l'an II                     | À déterminer                    | Paulhan           | Dans le square Milan Rastislav Štefánik                               | Également appelé Monument aux héros de la Révolution ou Monument à la gloire des armées de la révolution. Le piédestal reste vide. Une statue de Milan Rastislav Štefánik réalisée par Bohumil Kafka est installée dessus en 1955. La plaque descriptive réalisée par Franta Belsky (en) est ajoutée en 1989. | 1911         | 43° 32′ 23″ nord, 3° 27′ 31″ est | Statue du soldat de l'an II |

## Lot
| Œuvre                                              | Auteur              | Commune  | Localisation          | Notes | Installation | Coordonnées    | Illustration    |
| -------------------------------------------------- | ------------------- | -------- | --------------------- | --- | ------------ | -------------- | --------------- |
| Statue de l'amiral Raymond de Verninac Saint-Maur, | Eugène-Jean Boverie | Souillac | Sur la place Verninac | Représentait Raymond de Verninac Saint-Maur. Un buste de remplacement réalisé par Pascal Peltier est installé en 2007. | 1898         | à géolocaliser | Image manquante |

## Lozère
| Œuvre                                                    | Auteur                         | Commune | Localisation                    | Notes | Installation | Coordonnées                      | Illustration                  |
| -------------------------------------------------------- | ------------------------------ | ------- | ------------------------------- | --- | ------------ | -------------------------------- | ----------------------------- |
| Buste de Léon Boyer,                                     | Denys Puech                    | Florac  | Sur l'esplanade Marceau-Farelle | Représentait Léon Boyer. Un buste de remplacement en pierre est installé[Quand ?]. | 1889         | 44° 19′ 29″ nord, 3° 35′ 39″ est | Buste de Léon Boyer           |
| Femme et enfants devant le monument à Théophile Roussel, | Jean-Baptiste Antoine Champeil | Mende   | Sur la place Théophile Roussel  | Représente Théophile Roussel. | 1908         | 44° 31′ 11″ nord, 3° 29′ 50″ est | Buste de Théophile Roussel    |
| Buste de Jean-Antoine Chaptal,                           | Auguste Ottin                  | Mende   | Sur la place Chaptal            | Représentait Jean-Antoine Chaptal. Un buste de remplacement réalisé par Albert Féraud est installé en 1956. Il est retiré en 2000, entreposé dans les archives municipales et remplacé par un buste identique à l'original. | 1932         | 44° 31′ 01″ nord, 3° 29′ 56″ est | Buste de Jean-Antoine Chaptal |

## Pyrénées-Orientales
| Œuvre                               | Auteur                   | Commune    | Localisation                                                                          | Notes | Installation | Coordonnées                      | Illustration                                        |
| ----------------------------------- | ------------------------ | ---------- | ------------------------------------------------------------------------------------- | --- | ------------ | -------------------------------- | --------------------------------------------------- |
| Statue de François Arago,           | Alexandre Oliva          | Estagel    | À déterminer                                                                          | Représentait François Arago. Une statue de remplacement très différente réalisée par Marcel Homs est installée en 1957.               | 1865         | 42° 46′ 20″ nord, 2° 41′ 58″ est | Statue de François Arago · Statue de François Arago |
| Statue de Hyacinthe Rigaud,         | Gabriel Faraill          | Perpignan  | Sur la place Rigaud                                                                   | Représentait Hyacinthe Rigaud. Une statue de remplacement très différente en pierre réalisée par Roger Maureso est installée en 1959. | 1890         | 42° 41′ 53″ nord, 2° 53′ 50″ est | Image manquante                                     |
| Temps futurs,                       | Jean-Baptiste Belloc     | Perpignan  | Sur un rond-point dans le square des platanes, renommé square Bir-Hakeim par la suite | | 1897         | à géolocaliser                   | Image manquante                                     |
| Buste de Lazare Escarguel,          | Jean-Baptiste Belloc     | Perpignan  | Sur la place de Catalogne                                                             | Représentait Lazare Escarguel. Érigé en 1898 devant une vasque sur la RN 9 au rond-point de l'entrée de la pépinière.                 | À déterminer | à géolocaliser                   | Image manquante                                     |
| Buste d'Albert Saisset              | Han Coll                 | Perpignan  | Sur la place de la République                                                         | Représentait Albert Saisset. | 1924         | à géolocaliser                   | Image manquante                                     |
| Minerve après le jugement de Pâris, | Jacques-Édouard Gatteaux | Rivesaltes | Sur la place de la République                                                         | Érigée place Maréchal-Joffre en 1900.                                                                                                 | 1930         | à géolocaliser                   | Image manquante                                     |

## Tarn
| Œuvre                                          | Auteur               | Commune | Localisation                  | Notes | Installation | Coordonnées    | Illustration |
| ---------------------------------------------- | -------------------- | ------- | ----------------------------- | --- | ------------ | -------------- | --- |
| Œdipe et le Sphinx,                            | Vital Gabriel Dubray | Albi    | Dans le parc Rochegude        | Représentait Œdipe. | 1878         | à géolocaliser | Image manquante |
| Sophocle dansant,                              | Gabriel Pech         | Albi    | Dans le parc Rochegude        | Appelé Apollon par erreur. Représentait Sophocle.                                                                                                  | 1890         | à géolocaliser | Image manquante |
| La Cigale                                      | Jean Jules Cambos    | Castres | Dans le jardin de l'Évêché    | Un grand vase est installé[Quand ?] sur le piédestal.                                                                                              | 1894         | à géolocaliser | Image manquante |
| Le Fauconnier                                  | Marcel Briguiboul    | Castres | Dans le jardin de l'Évêché    | Un grand vase est installé[Quand ?] sur le piédestal.                                                                                              | 1894         | à géolocaliser | Image manquante |
| Statue du général Jean Joseph Ange d'Hautpoul, | Jean-Louis Jaley     | Gaillac | Sur la place de la Libération | Représentait Jean Joseph Ange d'Hautpoul. Une statue de remplacement assez différente en pierre réalisée par Gilbert Privat est installée en 1949. | 1851         | à géolocaliser | Statue du général Jean Joseph Ange d'Hautpoul« Monument au général d'Hautpoul à Gaillac », sur À nos grands hommes,« Monument au général d'Hautpoul à Gaillac », sur e-monumen |

## Tarn-et-Garonne
| Œuvre                          | Auteur                          | Commune             | Localisation                                                 | Notes | Installation | Coordonnées    | Illustration |
| ------------------------------ | ------------------------------- | ------------------- | ------------------------------------------------------------ | --- | ------------ | -------------- | --- |
| Statue de Pierre de Fermat,    | Alexandre Falguière             | Beaumont-de-Lomagne | Sur la place nationale, renommée place Gambetta par la suite | Représentait Pierre de Fermat. Une statue de remplacement en pierre est installée en 1954. Dégradée par les intempéries, elle est retirée et placée dans la cour de la maison Fermat en 2013. Une statue de remplacement en bronze est installée en 2014. | 1882         | à géolocaliser | Statue de Pierre de Fermat« Monument à Pierre de Fermat à Beaumont-de-Lomagne », sur À nos grands hommes,« Monument à Pierre de Fermat à Beaumont-de-Lomagne », sur e-monumen |
| Buste de François Henri Nazon, | Marie-Auguste Ferdinand Andrieu | Montauban           | Dans le jardin des plantes                                   | Le piédestal est resté vide. | 1912         | à géolocaliser | Image manquante |